# Gaetulia

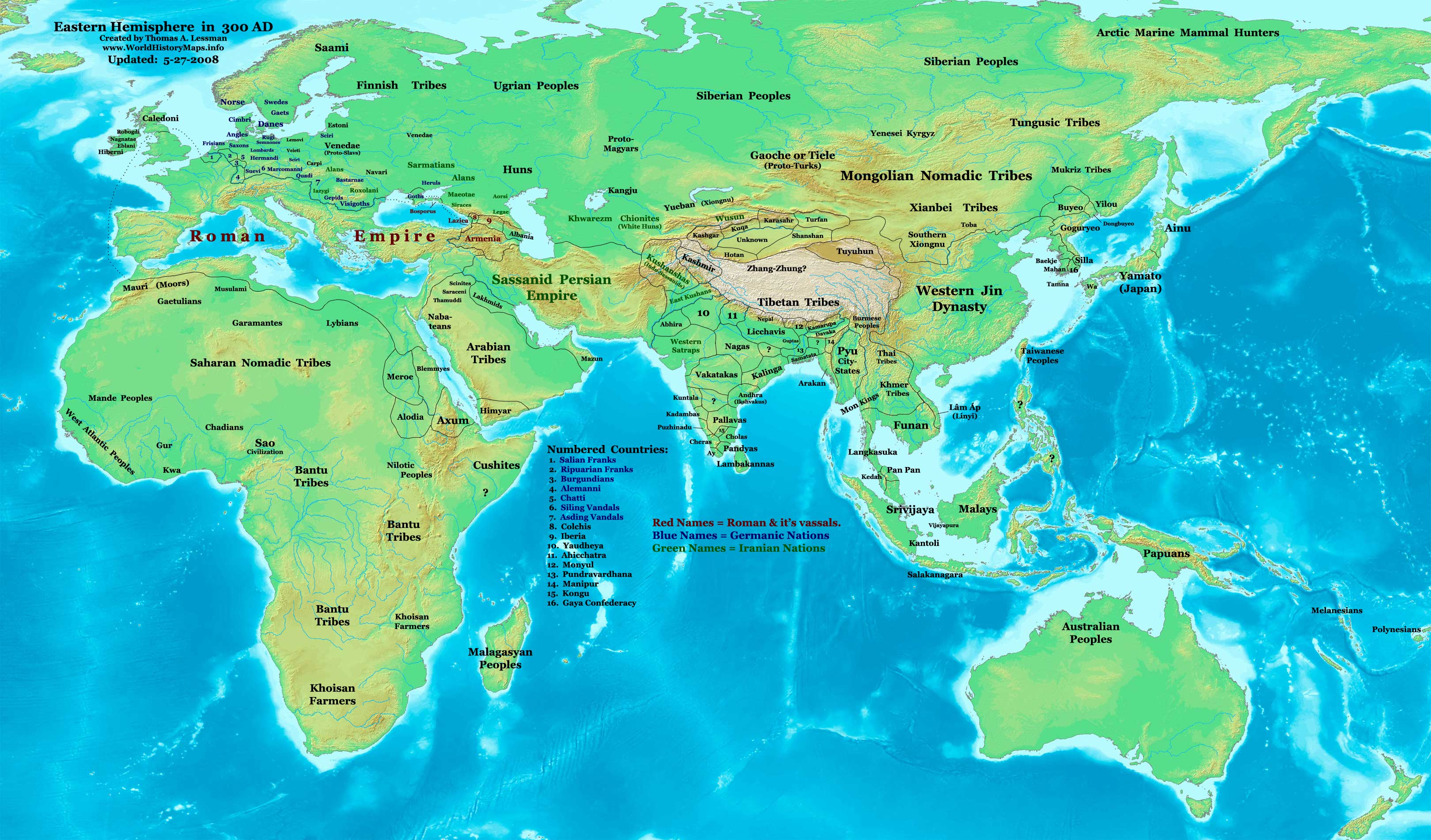
Oostelijk halfrond in 300, met de locatie van Gaetulia in noordelijk Afrika

Gaetulia is de naam van de regio in wat nu Zuid-Algerije is en bewoond werd door en vernoemd is naar het Berberse volk der Gaetuli. Het betreffende gebied bestaat grotendeels uit woestijn met uitzondering van de noordwestelijke punt, waar zich het Atlasgebergte bevindt.

## Regio
Het was de naam van een district in noordelijk Afrika, dat volgens Romeinse schrijvers bevolkt werd door nomadische stammen van de zuidelijke hellingen van de Aurès en het Atlasgebergte, tot aan de Atlantische Oceaan, en de oases in het noordelijke deel van de Sahara. Er werd altijd een onderscheid gemaakt met de donkere bevolking van Sub-Saharaans Afrika in het zuiden, en ongetwijfeld behoorden ze tot dezelfde Berbers die de basis vormden van de bevolking van Numidië en Mauretania. Ze stonden bekend om hun bekwaamheid als paardenfokkers, en volgens Strabo hadden ze op zeker moment 100.000 veulens in een jaar. 
Ze droegen dierenvellen en leefden van melk en vlees. Het enige product dat met hen in verband gebracht wordt, is de paarse kleurstof die beroemd werd vanaf de tijd van Augustus, afkomstig van de brandhoren. Dit is een zeeslak die aan de kust gevonden kan worden, blijkbaar zowel in Cirta als aan de Atlantische kust.

## Historiografie
De eerste vermelding van dit volk is in de Jugurthijnse oorlog (111 – 106 v.Chr.), toen zij volgens Sallustius nog niet eens de naam van Rome kenden. Zij namen deel met Jugurtha tegen Rome; maar ten tijde van de volgende vermelding zijn ze bondgenoot van Julius Caesar tegen Juba I van Numidia (Bell. Afr. 32). In 25 v.Chr. heeft Augustus blijkbaar een deel van Gaetulia aan Juba II gegeven, samen met zijn koninkrijk Mauretania, ongetwijfeld met als doel de onrustige stammen onder controle te brengen; maar de Gaetulii kwamen in opstand en richtten een slachtpartij aan onder de Romeinse inwoners, en pas nadat zij een zware nederlaag geleden hadden tegen Cornelius Lentulus (die zo het agnomen Gaetulicus verwierf), bogen zij definitief het hoofd voor de koning. Nadat Mauretania een Romeinse provincie geworden was in 40, maakten Romeinse gouverneurs veelvuldig expedities naar het zuidelijke Gaetulia, en officieel werd gesteld, zoals verwoord door Plinius (v. 4. 30), dat heel Gaetulia tot aan de Niger en de Ethiopische grens beschouwd kon worden als onderworpen aan het Imperium. In hoeverre dit de werkelijkheid beschreef is niet duidelijk, maar inscripties bewijzen dat er Gaetulii dienden in de hulptroepen van het Rijk. Men mag aannemen dat het land binnen de invloedssfeer van Rome viel, doch nauwelijks in de schaduw van de Romeinse beschaving kon staan.